# Global Alliance of National Human Rights Institutions

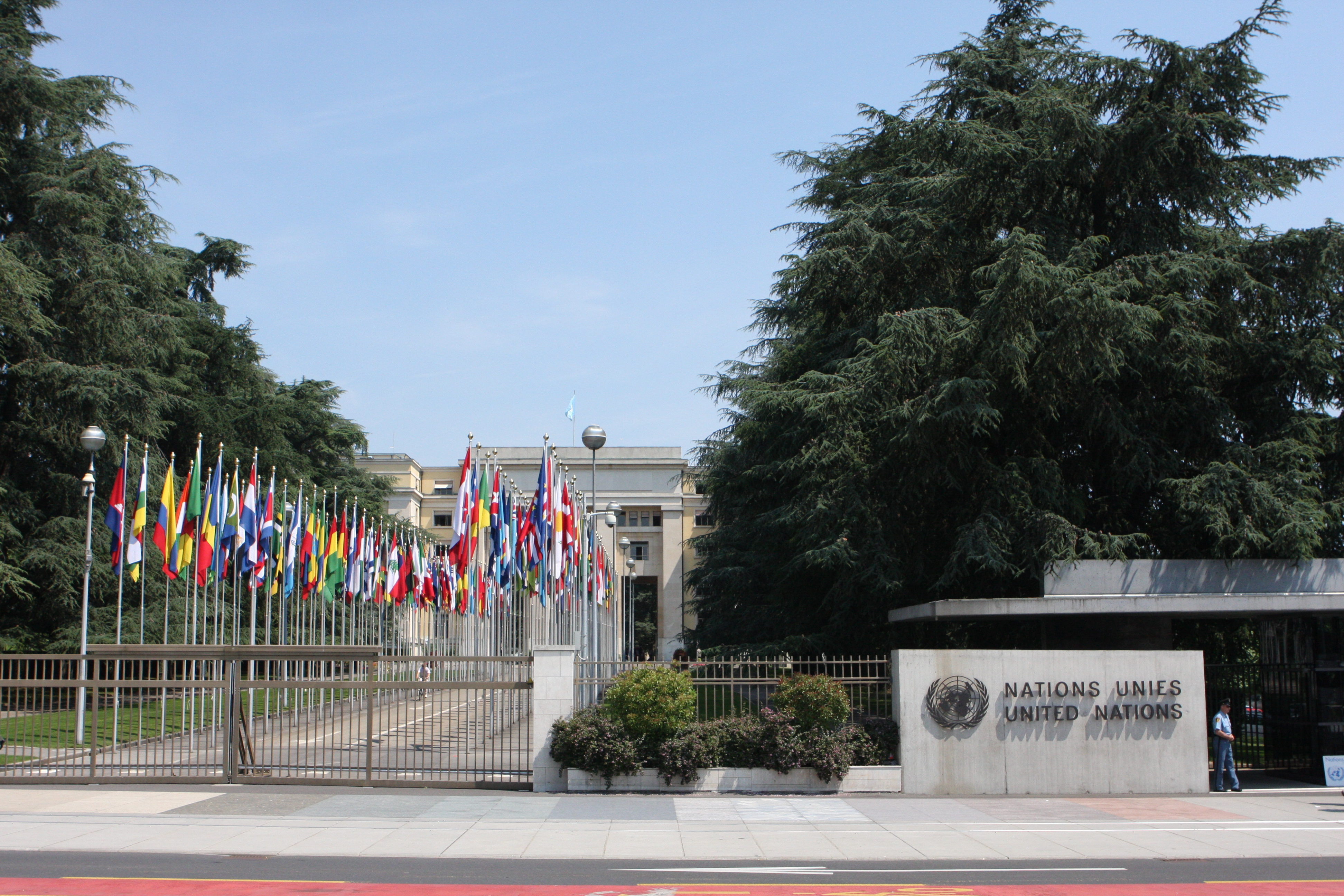
Palais des Nations

Die Global Alliance of National Human Rights Institutions (GANHRI), ehemals Coordinating Committee for National Human Rights Institutions (ICC), ist eine internationale Vereinigung von über 100 nationalen Menschenrechtsinstitutionen mit Sitz im Palais des Nations, Genf.
Sondergesandte sind Florence Simbiri-Jaoko (Kenia) und Alan Miller (Vereinigtes Königreich).